# Батимастеровые
Батимастеровые (лат. Bathymasteridae) — семейство морских лучепёрых рыб из отряда скорпенообразных. Встречаются в прибрежных водах северной части Тихого океана и в Северном Ледовитом океане. Длина до 38 см. Имеют 46—55 позвонков: в спинном плавнике — 41—48 лучей, в анальном — 30—36.

## Систематика
3 рода и 7 видов:
- Род Батимастеры[1] (Bathymaster) (Cope, 1873)
  - Аляскинский батимастер (Bathymaster caeruleofasciatus)[1] (Gilbert & Burke, 1912)
  - Bathymaster derjugini (Lindberg in Soldatov & Lindberg, 1930)
  - Bathymaster leurolepis (McPhail, 1965)
  - Беринговоморский батимастер (Bathymaster signatus)[1] (Cope, 1873)
- Род Ратбунеллы[1] (Rathbunella) (Jordan & Evermann, 1896)
  - Rathbunella alleni (Gilbert, 1904)
  - Полосатая ратбунелла (Rathbunella hypoplecta)[1] (Gilbert in Soldatov & Lindberg, 1890)
- Род Ронкилы[1] (Ronquilus) (Jordan in Starks, 1895)
  - Ронкила Джордана (Ronquilus jordani)[1] (Gilbert, 1889)